# Bullet the Blue Sky
Bullet the Blue Sky è la quarta canzone dell'album The Joshua Tree degli U2. Compare successivamente anche in una versione live, nell'album Rattle and Hum.

## Storia
Tale brano ha tratto ispirazione dai viaggi svolti da Bono in El Salvador e in Nicaragua. Interessandosi della storia di questi paesi, l'autore decise di comporre un brano di denuncia sociale contro la politica estera operata dagli Stati Uniti in America centrale. Infatti, durante l'amministrazione Reagan, si promosse una politica basata sul finanziamento di gruppi paramilitari volti a destabilizzare tali paesi.

## Formazione

### U2
- Bono - voce
- The Edge - chitarra, cori
- Adam Clayton - basso
- Larry Mullen Jr. - batteria

## Versioni live
Il brano compare eseguita dal vivo nel film Rattle and Hum, oltre che nei DVD Zoo TV: Live from Sydney, PopMart: Live from Mexico City, Elevation 2001: U2 Live from Boston, U2 Go Home - Live from Slane Castle Ireland, Vertigo 2005: Live from Chicago, Live from Paris e U2 Innocence + Experience Live in Paris. In numerose esecuzioni dal vivo il gruppo apporta numerosi cambiamenti al brano, sia strumentali che nel testo. Nel sopra citato dvd, gli U2 introducono la canzone proiettando su uno schermo il nome dei cinque paesi che esportano il maggior numero di armi al mondo e successivamente si fa notare come questi coincidano con i membri permanenti dell'Onu. Bono nella parte finale della canzone chiama in causa, non solo gli Stati Uniti come nella versione originale, ma i maggiori paesi industrializzati.

## Cover
La canzone è stata reinterpretata dai P.O.D. e dai Sepultura, rispettivamente negli album The Fundamental Elements of Southtown (1999) e Revolusongs (2002)